# 烧绿石
烧绿石（英语：Pyrochlore）是一类含铌矿物，化学式可表示为Na,Ca)2Nb2O6(OH,F)。
烧绿石也是通式为A2B2O7（其中A和B均为金属）的晶体的结构。

## 发现
烧绿石最初于1826年于Stavern (Fredriksvärn), Larvik, Vestfold, Norway发现，其名称源于古希腊语的“火”和“绿色”——它在经典吹管分析中燃烧会变绿。